# Томас Губер (ватерполіст)
Томас Губер (нім. Thomas Huber, 4 листопада 1963) — німецький ватерполіст.
Бронзовий призер Олімпійських Ігор 1984 року, учасник 1988 року.